# Taumatawhakatangihangakoauauotamateaturipukakapikimaungahoronukupokaiwhenuakitanatahu

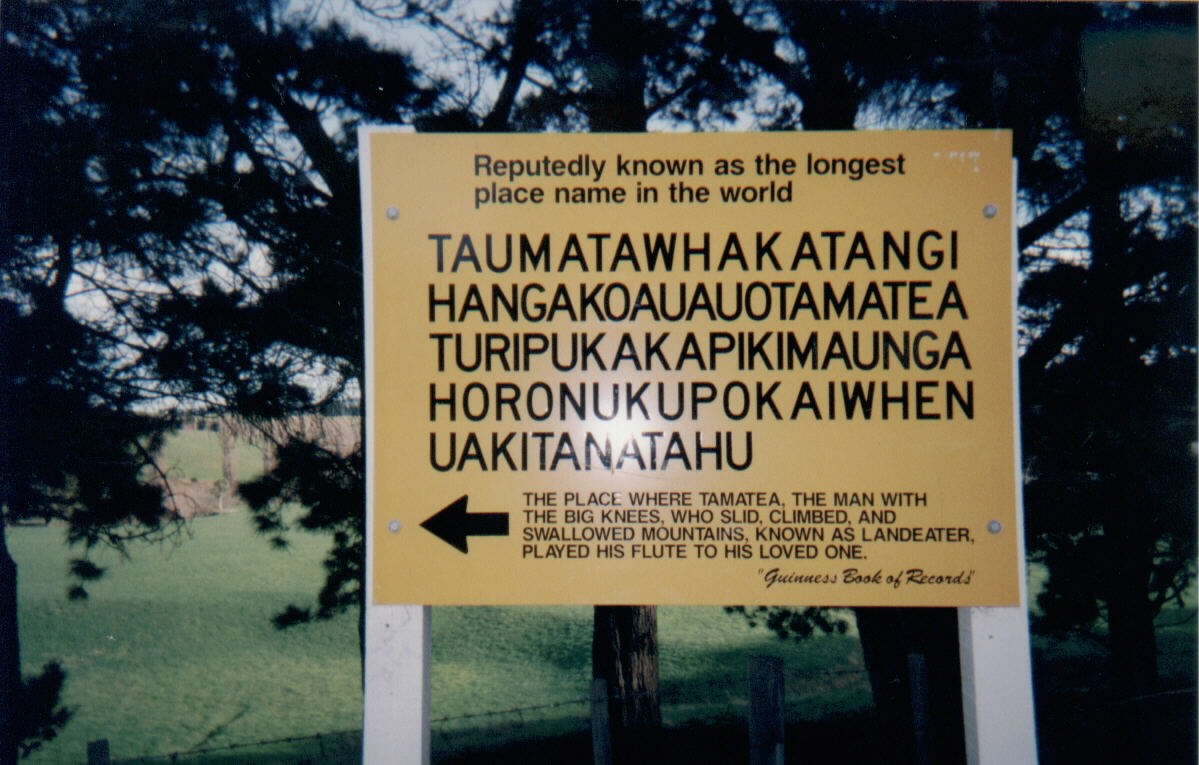
Cartello del toponimo record

Taumatawhakatangihangakoauauotamateaturipukakapikimaungahoronukupokaiwhenuakitanatahu o Taumatawhakatangihangakoauauotamateapokaiwhenuakitanatahu (pronuncia: taʊmatawakatand͡ʒiaŋɡakoaʊaʊotamateatʊripʊkakapikimaʊŋɡaoronʊkʊpoka͡ɪwenʊakitanatˈaʊ) è una collina, alta circa 305 metri, vicina a Porangahau, a sud di Waipukurau nella Hawke's Bay meridionale, in Nuova Zelanda. Con 85 lettere, il nome, in lingua maori, è uno dei toponimi più lunghi che si conoscano; per semplicità viene abbreviato in Taumata dagli abitanti del luogo. Con la pronuncia "Tetaumatawhakatangihangakoauaotamateaurehaeaturipukapihimaungahoronukupokaiwhenuaakitanarahu", avente 92 lettere, è entrata nel Guinness dei primati.

## Etimologia
Il nome scritto sul cartello segnaletico locale è «Taumatawhakatangihangakoauauotamateaturipukakapikimaungahoronukupokaiwhenuakitanatahu» e riporta in inglese la tradizione secondo cui Tamatea dovette combattere in quel luogo contro il popolo Ngati Hine e nel corso della battaglia venne ucciso suo fratello. Tamatea rimase così addolorato dalla perdita che si fermò alcuni giorni sul posto e ogni mattino si recò su quel poggio a suonare il Kōauau in sua memoria. Quindi il nome indica "la collina su cui Tamatea, il capo di grande statura fisica e fama, ha suonato sul suo flauto un lamento in memoria di suo fratello".
Esistono diverse traduzioni, tra cui una di queste è: «Il luogo in cui Tamatea, l'uomo dalle grandi ginocchia, che discese, scalò e ingoiò montagne, conosciuto come divoratore di terre, suonò il suo flauto per il suo amato [fratello]».
Il nome sulla segnaletica del luogo è sempre stato utilizzato dalle popolazioni Maori mentre la versione più lunga è apparentemente più recente, o forse più formale. I gallesi sostengono però che quest'ultima versione sia stata appositamente allungata a partire da quella originale per essere più lunga di Llanfairpwllgwyngyllgogerychwyrndrobwllllantysiliogogogoch, che a sua volta qualcuno sostiene essere stata allungata di proposito per diventare il più lungo toponimo britannico.

## Influenza culturale
La forma più breve del nome era usata in una canzone scritta e interpretata dal musicista neozelandese Peter Cape (1926-1979). Successivamente il nome è comparso nel successo pop inglese The Lone Ranger, di Quantum Jump, nel 1979. La canzone ricorda, nel tono e nella musica, la cultura dei nativi americani, in accordo con il testo della canzone. Kenny Everett ha interpretato questa canzone per il suo Video Show su Independent Television (ITV).